# 46664 (Nelson Mandela)

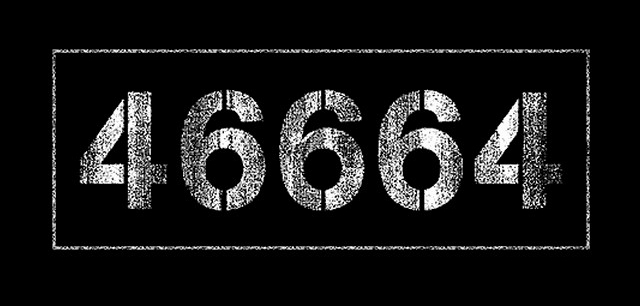

46664 ist eine weltweite Kampagne der Nelson-Mandela-Stiftung, die das Bewusstsein gegenüber AIDS steigern und Menschen ermutigen will, gegen diese Krankheit zu kämpfen. „466/64“ war die Häftlingsnummer Nelson Mandelas auf der Gefängnisinsel Robben Island (der 466. Gefangene, der 1964 inhaftiert wurde). Die seit 2002 aktive Kampagne hat vor allem mit der Ausrichtung großer Musikfestivals auf sich aufmerksam gemacht.
Zu der Wahl des Mottos sagte Mandela:

„466/64 war 18 Jahre lang meine Häftlingsnummer, als ich Gefangener auf Robben Island war. Ich war nur als Nummer bekannt. Heute sind Millionen (HIV-)infizierte Menschen genau das: eine Nummer!“

## Konzerte

### Kapstadt, Südafrika
Das erste und bisher größte Konzert unter diesem Motto wurde am 29. November 2003 im Green-Point-Stadion in Kapstadt, Südafrika veranstaltet. Folgende Künstler traten auf:
| - Anastacia - Yvonne Chaka-Chaka - Johnny Clegg - Jimmy Cliff - The Corrs - Ms. Dynamite - Eurythmics (Dave Stewart und Annie Lennox) | - Peter Gabriel - Bob Geldof - Yusuf Islam (früher bekannt als Cat Stevens) - Angélique Kidjo - Beyoncé Knowles - Ladysmith Black Mambazo | - Baaba Maal - Bongo Maffin - Youssou N’Dour - Paul Oakenfold mit Shifty Shellshock und TC - Queen (Roger Taylor und Brian May) - Soweto Gospel Choir | - Dave Stewart - Chris Thompson - Bono und The Edge von U2 - Watershed (Craig Hinds) - Abdel Wright - Zucchero |

#### Veröffentlichung
Das Konzert vom 29. November 2003 in Kapstadt wurde auf drei CDs und als Konzertfilm auf 2 DVDs veröffentlicht.

### George, Südafrika
Das zweite Konzert 46664 South Africa fand am 19. März 2005 in George, Südafrika statt.

### Madrid, Spanien
Mit dem 46664 Festival Madrid wurde vom 29. April bis zum 1. Mai 2005 in Madrid zum ersten Mal ein 46664-Konzert in Europa veranstaltet.

### Tromsø, Norwegen
Konzert Nummer vier fand unter dem Motto 46664 Arctic am 11. Juni 2005 in Tromsø, Norwegen statt.

### Johannesburg, Südafrika
Das fünfte Konzert der Reihe fand am Weltaidstag, dem 1. Dezember 2007, im Ellis Park in Johannesburg statt.

### London, England
Das sechste Konzert der Reihe fand zu Ehren von Nelson Mandelas 90. Geburtstag am 27. Juni 2008 im Londoner Hyde Park statt.
Mitwirkende waren:
| - Amaral - Joan Baez - Bono und The Edge - Eric Clapton - Johnny Clegg - Bebe Cool - Andrea Corr - Jerry Dammers - Stephen Fry - Peter Gabriel - Djivan Gasparyan - Eddy Grant | - Josh Groban - Geri Halliwell - Lewis Hamilton - Emmanuel Jal - Jamelia - Quincy Jones - Annie Lennox - Leona Lewis - Sipho Mabuse - Graça Machel - Vusi Mahlasela | - Brian May - Queen + Paul Rodgers - Razorlight - Simple Minds - Jada Pinkett Smith - Will Smith - der Soweto Gospel Choir - Sugababes - Papa Wemba - Amy Winehouse - Zucchero |

Nelson Mandela appellierte in seiner Rede an das Publikum, gegen AIDS und Armut zu kämpfen.
Zu den weiteren Gästen gehörten Gordon Brown, Oprah Winfrey, Kate Middleton, Bill Clinton, Bob Geldof und Robert De Niro. Zusätzlich gab es Videogrußbotschaften von Katie Melua, Sheryl Crow, Morgan Freeman, Victoria und David Beckham.